# 潮騒 (Skoop On Somebodyの曲)
『潮騒』（しおさい）は日本のR&BグループのSkoop On Somebodyが2001年8月21日にリリースした通算13枚目（Skoop On Somebodyとしては5枚目）のシングル。

## 概要
前作『Still』と同じ布陣で製作された、不倫がテーマの曲。
キャッチフレーズは、｢アルバム大ブレイク後のNew Single第一弾です｣。
MVはメンバー初となる韓国での海外ロケ。
「LOVE BALLADS〜Best Of S.O.S. Ballads〜」には、フェードアウトでなくフルレングスで収録された。
西川貴教がカラオケでよく歌っていた曲だと公言している。
カップリングはSmokey Robinsonの「Ooo, baby, baby」をカバー。

## 収録曲
作詞・作曲・編曲：S.O.S.（特記以外）
1. 潮騒 [4:55]
  - 作詞：小林夏海・清水昭男　作曲：清水昭男　編曲：鈴木雅也 for GROUND BASE Projects
2. Key of Love (live) [5:45]
3. Ooo, baby, baby [2:41]
  - 作詞：Thomas Moore, Smokey Robinson, William Robinson
4. 潮騒 (instrumental) [4:55]